# Fakhri al-Baroudi
Pour les articles homonymes, voir Baroudi.
Fakhri al-Baroudi (en arabe : فخري البارودي), né le 30 mars 1887 à Damas où il est mort le 2 mai 1966, est un leader politique syrien.
Il est l'un des fondateurs du bloc national à la tête du mouvement nationaliste anti-colonial en Syrie jusqu'en 1946.
Al-Baroudi était est reconnu en Syrie et dans le monde arabe comme résistant et poète, artisan d'un souffle nouveau dans la musique et l'art.
Il a été député au Parlement syrien, pour représenter sa ville à partir de 1932, ceci jusqu'au départ des forces françaises de Syrie sous mandat jusqu'en 1946. Il s'est ensuite retiré de l'activité politique et s'est consacré au soutien du mouvement artistique en Syrie, à travers sa fondation de Radio Damas et du club de musique oriental. Il est à l'origine de la carrière de nombreux artistes, tels que l'acteur Nihad Qali, l'artiste Abdel Latif Fathi et le chanteur Sabah Fakhri.
Fakhri al-Baroudi est considéré comme l'un des pères fondateurs damascene de la République arabe syrienne. Parmi ses œuvres les plus célèbres se trouve l'hymne « Mon pays est la patrie arabe », qui est chanté dans tous les pays arabes au milieu du XXe siècle.

## Biographie

### Débuts
Fakhri Baroudi est né dans le quartier de Qanaouat à Damas, fils de Mahmoud Baroudi, sénateur et conseiller à la cour du Sultan Abdul Aziz à Istanbul. Sa mère est issue d'une famille de scientifiques palestiniens. Sur ses origines, al-Baroudi dira dans ses mémoires que sa famille remonte à Dahir al-Umar, gouverneur de la ville d'Acre qui s'est rebellé contre l'Empire ottoman et a été tué. À la suite de quoi, la famille est venue à Damas et s'y est installée en 1775.
Fakhri al-Baroudi est fils unique, et son père le surprotège en employant des éducateurs, assistants et cuisiniers pour veiller à son bien-être et développement. Il étudie à l'école Azaria dans la région de Bab Touma puis dans le district d'Anbar.
Quand il demande l'autorisation à son père de se rendre en France pour poursuivre des études agronomiques, celui-ci la lui refuse. Alors Al-Baroudi s'enfuit du domicile paternel en février 1911 et rejoint l'Université de Montpellier. Cependant, il est contraint de revenir à Damas après un an car son père lui coupe les vivres et empêche sa mère en parallèle de lui fournir une assistance matérielle. Al-Baroudi retourne à Damas contraint et forcé et arpente les rues en colère face à cette attitude sévère. Il  écrit sur les murs de sa ville : « Vous savez, mes enfants, l'ignorance est une honte ! ».

### Presse et armée
Après son retour de France, Fakhri Al-Baroudi travaille comme rédacteur en chef pour Al-Muqtabis avant de créer un hebdomadaire satirique intitulé Putting Out, qu'il édite en langue familière et dans lequel il signe tous ses éditoriaux sous le pseudonyme d'Azrael.
Quand son père l'apprend, Al-Baroudi est contraint d'abandonner son projet journalistique et trouve un travail de greffier à la Cour de Damas. Puis, il décide de rejoindre l'armée ottomane comme volontaire, même s'il sait qu'il peut être exempté. Là, il est pris en main par le commandement militaire ottoman dans la ville palestinienne de Beer-Sheva dans le désert du Néguev, et il combat avec les Ottomans pendant la Première Guerre mondiale. Il est fait prisonnier par l'armée britannique en 1917. Il est enfermé en Égypte et reste sous l'emprise des Britanniques jusqu'à la fin de la guerre et la chute de l'Empire ottoman en Syrie en 1918.

### Al-Baroudi et le roi Faisal I
Al-Baroudi retourne ensuite à Damas et prête allégeance au prince Faisal bin Al-Hussein, le descendant de Sharif Hussein bin Ali, chef de la Grande Révolution arabe et un dirigeant arabe de Syrie. Mahmoud al-Baroudi est élu député de Damas lors de la première conférence syrienne et participe avec son fils à une cérémonie qui couronne le prince Faisal roi de Syrie le 8 mars 1920. Mais le règne de Faisal ne dure pas longtemps. Il est renversé par l'armée française, en application des accords Sykes-Picot, entre la France et la Grande-Bretagne pendant Première Guerre mondiale. Faisal s'installe à Haïfa, puis en Europe. Fakhri al-Baroudi est condamné à mort par le gouvernement du mandat français. Il fuit vers l'Émirat de Transjordanie avant qu'un mandat d'arrêt ne soit émis contre lui et reste à Amman jusqu'en 1923.

### Les années de lutte nationale
Après deux ans d'exil, Fakhri al-Baroudi retourne en Syrie et s'encarte au Parti populaire, le premier parti politique syrien fondé sous l'occupation et dirigé par le Abd al-Rahman al-Shahbandar, que al-Baroudi connait bien après avoir mené un travail commun à la cour du roi Faisal, lorsque al-Shahbandar est ministre des Affaires étrangères. Al-Baroudi participe à la Grande révolte syrienne avec son commandant en chef, le sultan Pacha Al-Atrash, et est à nouveau condamné à mort, il s'enfuit alors en Jordanie et y reste durant deux ans.
La vie d'Al-Baroudi en exil est réduite au strict nécessaire et les ressources alimentaires qu'il envoie chaque mois à sa famille sont en forte diminution. Il ouvre alors un restaurant branché dans la capitale jordanienne, qu'il a appelé le symposium dans lequel sont servis des sandwichs et des rafraîchissements. Néanmoins, les préoccupations matérielles continuent d'assiéger al-Baroudi de toutes parts, alors il recourt à un nouveau travail et il convient avec son ami, le poète palestinien Ibrahim Touqan, directeur du département de langue arabe à la British Broadcasting Corporation, d'organiser une série sensibilisant les enfants arabes à une bonne citoyenneté, c'est-à-dire à combattre le colonialisme par la culture. Les premiers épisodes d'al-Baroudi sont très suivis, mais l'autorité française mandataire coupe l'électricité de la ville de Damas à la date de l'émission, de peur que la voix d'al-Baroudi n'influence par les ondes la jeunesse syrienne. Ensuite, elle fait pression sur la British Broadcasting Corporation pour stopper l'émission. Au comble du désespoir, Al-Baroudi décide alors de se porter volontaire dans l'armée irakienne, et fait arguer qu'il est l'ancien compagnon du roi Faisal I, qui a pris le trône de Bagdad après le retrait de son trône de Syrie ; mais le gouvernement irakien ne l'entend pas de cette oreille et rejette la proposition en prétextant qu'Al-Baroudi n'a pas la citoyenneté irakienne.
Après son retour à Damas, il rejoint le Bloc national, l'organisation politique la plus importante fondée en Syrie pour combattre le mandat français par des moyens pacifiques plutôt que militaires ; il est élu député de sa ville lors de la conférence inaugurale chargée de rédiger la première constitution républicaine du pays. Il est ensuite réélu comme député de Damas dans toutes les sessions législatives de 1928 à 1943 qu'il gagnera à la majorité absolue à chaque session, car il est très populaire chez les jeunes et les intellectuels. Al-Baroudi a refusé d'occuper toute fonction gouvernementale tout au long de sa vie malgré les divers ministères qui lui ont été proposés à l'époque de Hashem Al-Atassi (1936-1939) et du président Shukri al-Quwatli (1943-1949), il a préféré rester député sous le dôme du Parlement syrien, défendant les droits des pauvres, des nécessiteux, des artistes et des patriotes du peuple libre.
Al-Baroudi a été confronté à l'opposition de Cheikh Taj al-Din al-Hassani, qui était rattaché à l'autorité mandataire et nommé Premier ministre en 1928.
Il organisera la riposte depuis l'intérieur du Parlement, en lui répétant : « N'est-il pas temps pour vous de partir ? ».
Lorsque Sheikh Taj reviendra au pouvoir en 1934 pour tenter de passer un accord d'amitié avec le gouvernement français, Fakhri al-Baroudi rejettera son projet en disant : « L'accord d'amitié avec la France ne passera pas même s'ils ont mis 70 canons sur les murs de Damas ! ».

### La grève des soixante jours
Le chef d'Alep, Ibrahim Hanano décède en novembre 1935 et Fakhri al-Baroudi participe à ses funérailles, qui se transforment en une manifestation populaire dirigée par al-Baroudi et ses compagnons du Bloc national contre l'occupant français.
La France considère Baroudi comme le principal instigateur et ordonne son arrestation le 20 janvier 1936, ce qui déclenche la grève des soixante jours qui reçoit un soutien populaire dans le pays ; le mot d'ordre est d'exiger la libération des détenus et la reconnaissance des revendications légitimes du peuple syrien. Des négociations s'ouvrent sous la pression au siège du Haut-commissariat de France à Beyrouth, entre le chef du Bloc national, Hashem Al-Atassi, et le haut-commissaire Damien de Martel ; elles débouchent sur la fin de la grève des soixante jours et l'amnistie de tous les détenus politiques. Une délégation du Bloc national, dirigée par Hashem Al-Atassi, se rend alors en France pour négocier l'indépendance de la Syrie.

### Publicité et éditions
En 1934, Fakhri Al-Baroudi crée le premier centre d'études et de recherches du monde arabe nommé Bureau Al-Baroudi de propagande et de publication, dont l'objectif principal est d'asseoir une base d'information et intellectuelle pour le mouvement national syrien. Il loue une partie du siège du Bloc national près de son domicile du quartier d'Al-Qanawat, et annonce le début d'une révolution intellectuelle en Syrie : elle est basée sur la diffusion du savoir, effaçant les frontières artificielles imposées dans l'Est arabe par les accords Sykes-Picot, et rejetant les pratiques tribales. Al-Baroudi met en place une presse privée lui permettant d'imprimer des périodiques et des études publiés par son édition, et les distribue gratuitement aux universités, aux mosquées, aux églises et aux synagogues, ainsi qu'aux principaux organes de presse arabes et toutes les institutions publiques syriennes. Les sujets sur lesquels publie Baroudi vont des exactions sionistes en Palestine, en passant par le droit à l'autodétermination des peuples du Tiers monde, à la question de la zone occupée d'Iskenderun, région détachée de Syrie pour être annexée à la Turquie en 1939.
Fakhri al-Baroudi s'entoure pour gérer son bureau et superviser ses recherches, d'une élite composée de jeunes instruits, comme le Dr Nazim Al-Qudsi, jeune avocat fraîchement rentré de l'Université de Genève, le Dr Farid Zainuddin, diplômé de l'Université américaine de Beyrouth et devenu ambassadeur en Syrie à Washington et à Moscou. Le bureau de Baroudi comprend également l'avocat Edmond Rabat, qui a participé aux négociations en 1936, l'avocat Ahmed al-Samman, diplômé de l'Université de la Sorbonne qui est devenu président de l'Université de Damas, le journaliste Mounir al-Rayyes, propriétaire du journal Barada, et le Dr Constantin Zureik, l'un des théoriciens les plus éminents du Nationalisme arabe devenu président de l'Université de Damas et de l'Université américaine de Beyrouth. Quant à la jeunesse arabe, Al-Baroudi a tissé des liens avec Akram Zuaiter de Palestine, qui deviendra ambassadeur de son pays auprès de la Ligue arabe, et Kazem El-Solh du Liban, fondateur du parti de l'appel national. Ces jeunes ont constitué l'armature du bureau d'Al-Baroudi, qu'ils élisent président pour une période de cinq ans.
En plus de faire la recherche scientifique, Al-Baroudi engage plusieurs jeunes photographes en Palestine pour prendre des photos des exactions opérées par les factions sionistes contre la population arabe et la confiscation des terres et des biens. Al-Baroudi a l'habitude de rassembler ces photos à Damas, puis de les envoyer aux principaux journaux américains et britanniques pour demander leur publication, en l'accompagnant d'un message officiel portant la phrase : « avec les salutations du bureau Al Baroudi ». Il crée une section spéciale permettant la préservation des cartes syriennes, avant et après la démarcation des frontières à l'effondrement de l'Empire ottoman, et une autre salle pour conserver les titres fonciers des terres palestiniennes, qui apparaissent dans les ambitions de l'Agence juive. Au début de chaque été, après la remise des diplômes des étudiants annuels de l'Université de Damas, il tient une réception officielle à son domicile, réunissant les nouveaux diplômés et des chefs d'usines et de grandes entreprises en Syrie. L'étudiant diplômé entre arborant une fleur sur son manteau, pour indiquer qu'il recherche du travail, et évolue au milieu de tout ce petit monde pour se présenter et ses spécialités. Ainsi, Fakhri Al-Baroudi, devient premier bureau de recrutement dans le monde arabe, offrant ses services gratuits aux étudiants.
Al-Baroudi organise les travaux sous trois commissions ; la première, économique, est chargée des études de l'industrie et du commerce, des définitions douanières et des transports. La deuxième, culturelle, s'attache aux arts, à la représentation et à la promotion des jeunes talents et des sports, du chant et du jeu. La troisième est politique, et étudie la gouvernance, la constitution et la vie du parti et parlementaire.
Al-Baroudi crée également des départements d'étude spécifiques selon les régions géographiques : Afrique du Nord, Palestine, Syrie et Liban, Hedjaz, Irak, Europe et Amériques. Pour mettre à disposition des informations aux jeunes chercheurs, Al-Baroudi crée une immense bibliothèque et s'abonne à plusieurs journaux internationaux et locaux. Le financement des activités du bureau Al-Baroudi, est assuré par les abonnements aux périodiques et les dons de notables et d'institutions syriennes, en plus du soutien personnel d'Al-Baroudi lui-même, avec un apport de 40 000 piastres. L'excèdent d'argent sert à payer des cadeaux, comme une épée de Damas présentée au chef de la Grande Révolution syrienne le Sultan Pacha al-Atrash, et un drapeau syrien en soie damascène offert à Hashem al-Atassi quand il est élu président de la République en 1936.  
En outre, le bureau d'Al-Baroudi édite un livre sur la Conférence de Générale syrienne et une brochure intitulée Le guide du policier par Fakhri Al-Baroudi lui-même, qui contient des instructions pour les agents de sécurité et la police sur la façon de traiter les citoyens, avec des illustrations illustrées relatives à tous les détails de leur profession, du cirage de chaussures à la façon de porter le pistolet à la ceinture. Enfin, le bureau publie une étude intitulée La catastrophe de Palestine, et une traduction de  [Mein Kampf d'Adolf Hitler depuis la langue allemande.

### Le projet du franc
En plus de son travail politique, Fakhri al-Baroudi est un des notables de Damas, la ville la plus importante de Syrie. Ses talents sont nombreux, en tant que poète, écrivain et mécène des arts et des mathématiciens, et son nom était associé au projet Frankie qui est apparu dans les années trente et au projet Made in Syria. Dans son premier projet, Al-Baroudi exige que chaque citoyen fasse don d'un franc syrien par mois (l'équivalent de cinq piastres). Cette collecte doit permettre d'allouer périodiquement un montant à un projet d'utilité publique (tel que la réparation d'un pont, par exemple, l'asphaltage d'une route, ou l'achat de matériel éducatif pour les écoles à distance). Al-Baroudi refuse d'accepter des dons supérieurs à un franc syrien, et il a toujours dit : « Ce projet provient et revient aux pauvres. Pour cela il faut un don d'un franc syrien mensuel que tout le monde peut faire don , riche ou pauvre. Je souhaite que les pauvres puissent s'impliquer dans la renaissance de la nation syrienne, et qu'ils soient effacés par les dons des plus riches ou de la classe moyenne ».
Al-Baroudi fait lui-même la promotion du projet du franc dans les journaux et magazines syriens en se montrant tenant un grand franc syrien. En en raison du succès très populaire du projet du franc la France l'empêchera de continuer[réf. nécessaire] et cette action s'arrêta vers la  fin 1939.
Quant à son second projet, Made in Syria, il vise à encourager et à soutenir l'industrie nationale.
Al-Baroudi développe un pacte économique qu'il distribue aux marchands de Damas, demandant à chacun de le considérer comme un repère dans son activité commerciale. Cette charte prévoit : « le centime est le point de départ pour arriver au million, l'argent est la base de l'indépendance ». La charte demande aux commerçants de ne pas importer les produits qui peuvent se trouver sur place et encourage les gens à consommer local que ce soit les récoltes, le fromage, le coton et les vêtements. Il se rend sur les principaux marchés et s'adresse au peuple lui-même, en disant : « La lutte n'est pas seulement la lutte armée. C'est aussi la lutte pour l'émancipation sociale, culturelle et économique, axe qui ne sont pas  moins important pour combattre l'ennemi ». En 1938, Fakhri Al-Baroudi se rend aux États-Unis pour enregistrer les entreprises et usines syriennes à l'Exposition universelle de New York.

### Arts et culture
Al-Baroudi et son avocat, Ahmed Ezzat créent le club de musique orientale qui, après l'évacuation, se transforme en Institut musical, basé dans le marché archéologique de Saroga, à l'extérieur des murs de l'ancienne ville de Damas. Il passe un contrat avec un professeur Autrichien enseignant le piano et le violon, et l'avocat Najat Kassab Hassan venu gérer le projet, avec un certain nombre d'experts tels que Yahya Al-Saudi, le professeur de théories de la musique orientale, Youssef Al-Batrouni pour le sujet de la musique occidentale, Saleh Al-Mohebik pour muwashshahat, Hassan Al-Darkazly pour Al-Seedfhatf Et Muhammad al-Nahhas pour jouer le oud. Il reçoit un soutien financier du gouvernement sous la présidence de Shukri al-Quwatli, mais cette ligne budgétaire est supprimée à la fin de l'été 1949, lorsque le fondateur du parti Baas, Michel Aflak, prend le portefeuille ministériel de l'Éducation, indiquant qu'il considère cette dépense comme du gaspillage.
Aflaq invente des ressources visant vraisemblablement Al Baroudi personnellement, en raison de son influence sur l'aristocratie et les critiques constantes qu'il fait sur les politiques socialistes menées par Aflaq. En réponse Al-Baroudi dédie un pamphlet sous forme de poème à Aflaq. Celui-ci reste indifférent aux écrit d'Al-Baroudi, lequel s'adresse alors au ministre des Finances de l'époque, Shaker Al-Aas, avec un autre poème.
La relation de Fakhri al-Baroudi avec l'art remonte à l'époque de son père, Mahmoud al-Baroudi, qui rassemblait des musiciens dans son palais, comme le juriste Omar Jarrah et son frère, le joueur de oud Ibrahim Jarrah.
Al-Baroudi a renouvelé l'expérience des années plus tard, en prenant sous son aile le comédien Abdel Latif Fathi dans les années 1940, qu'il encourage à remplacer le dialecte égyptien ou classique répandu dans le théâtre d'aujourd'hui par le la langue parlée syrienne. Il soutient un groupe de jeunes artistes, dont Riyad Shahrour, Saad Al-Din Baqdunis et Nihad Qali, influencé par Al-Baradawi au point qu'il imite sa voix lorsqu'il incarne le personnage Hosni Al-Burzhan dans une œuvre en noir et blanc avec Duraid Lahham projetée sur la télévision syrienne.
Les talents supportés par al-Baroudi ont également le soutien de Salama al-Aghwani, de l'artiste Fahd Kaikati, du chanteur al-Qudud et mashahath Sabah Abu Qous, jeune garçon venu à Damas depuis sa ville natale d'Alep pour se préparer à voyager en Europe. Al-Baroudi après avoir entendu sa voix demande à sa mère de le garder à Damas et de pourvoir à toutes les dépenses de ses études. Il lui donne également un salaire mensuel. Il confie à un professeur de musique oriental la tâche d'apprendre l'art du chant. Quand il est prêt, Al-Baroudi le présente à la radio de Damas en tant que chanteur professionnel et l'invite à chanter devant le président Shukri Al-Quwatli après lui avoir donné un nom artistique inspiré du nom d'Al-Baroudi lui-même, de sorte que le garçon d'Alep est connu désormais sous le nom de Sabah Fakhri.

### La maison Baroudi et leschemises de fer
De 1943 à 1963, la maison de Fakhri Al-Baroudi dans Qanaouat est devenue un lieu de pèlerinage pour tous les artistes et intellectuels arabes. Oum Kalthoum lui rend visite chaque fois qu'elle se rend en visite à Damas, ainsi que Mohammed Abdel Wahab et Ahmed Chawqi. Al-Baroudi est contraint de vendre la maison dont il avait hérité de son père, pour rembourser des dettes s'accumulant autour de lui. Cette maison s'est transformée alors en une imprimerie sous l'égide du journaliste syrien Wajih Beydoun. Al-Baroudi emménage alors dans une maison plus modeste de la région de Kiwan, qui est complètement incendiée en 1963.
Lorsqu'il rejoint le Bloc national au début des années trente, Fakhri al-Baroudi insuffle à ses collègues une dynamique sans précédent sur le terrain, dans les rues de Damas car il et proche des chefs de quartier et des écoliers, en particulier dans l' école des ravitaillements et le bureau d'Anbar. Cette force d'influence conduit le cas échéant à des manifestations envahissant les rues de la ville et fermant les marchés en signe de protestation aux agissements des Français. Pour se rapprocher des jeunes, il participe à des matchs de football et assiste à des représentations théâtrales. Avec cette popularité, il fonde avec l'avocat Munir Al-Ajlani ce qui est connu aujourd'hui sous le nom de Jeunesse nationale, la branche paramilitaire du Bloc national, que Baroudi voue à être l'avenir et le noyau de l'armée syrienne. L'idée se développe en 1936 pour transformer l'organisation de la jeunesse nationale en chemises de fer, inspirées des Camice nere en Italie et brunes en Allemagne nazie. Dans la version syrienne de ces organisations, les garçons portent une cravate noire, une chemise en fer avec des bottes militaires et une casquette similaire à celle portée par le roi Faisal I et ses officiers pendant la Grande Révolte arabe. Les jeunes des chemises portent une cravate rouge sur leurs bras droits semblable aux jeunesses hitlériennes, mais au lieu de la croix gammée, les Syriens mettent l'image d'une main tenant un flambeau. Ils paradent régulièrement dans Damas en saluant à la manière nazie. Ils errent pour protéger les habitants et préserver la sécurité de la ville, de son patrimoine et de son identité culturelle, se considérant comme la relève de l'armée syrienne dissoute en 1920. Les fondateurs des chemises de fer ont promis d'établir une « génération en trois dimensions » comme les hommes de la Renaissance en Europe, compétents en poésie, politique, littérature, mathématiques et sciences modernes, et avec eux la chevalerie et les combats de rue. Dans l'un des camps d'été de « Chemises de fer » au village de Zabadani près de Damas, Al-Baroudi apparaît dans les vêtements de l'organisation officielle et s'adresse aux masses en disant : « Cette organisation nous rassemble tous, et nous en avons de grands espoirs car vous, les jeunes, êtes le vrai pouvoir du monde, et vous savez tous que s'il n'y avait pas la jeunesse italienne à Rome Mussolini n'aurait jamais existé, et de même pour Hitler. Compte tenu des nombreuses similitudes entre les chemises de fer et le parti nazi, cette organisation servira de base arrière pour Hitler en Syrie et les autorités françaises la dissoudront et confisqueront tous ses patrimoines et ses biens.

#### Bombardement de Damas (1945)
Lorsque l'armée française bombarde la capitale syrienne, le 29 mai 1945, et pilonnent le Parlement syrien pour tenter d'assassiner le président du Conseil, Saadallah al-Jabri et le président Shukri al-Quwatli, Baroudi et ses jeunesses descendent dans la rue, armés et portant des chemises de fer dans le but de sauver les prisonniers la Citadelle de Damas. Il est touché par des éclats d'obus dans le cou.
Le gouvernement syrien l'honore de l'Ordre du mérite, et d'un grade honorifique de l'armée syrienne de l'après l'indépendance.

### Baroudi et l'armée nationale
Al-Baroudi ne fait aucune différence entre un pouvoir et sa succession malgré son amitié et sa longue proximité avec les hommes du Bloc national. C'est qu'il considère travailler pour l'État syrien et non pour des individus. Aussi, il ne se retire pas de la scène publique avec l'arrivée au pouvoir des militaires avec le coup d'État de Hosni al-Zaeem en 1949, qui renverse le président Shukri al-Quwatli, vieil ami de Fakhri al-Baroudi. Hosni Al-Zaeem le nomme directeur du bureau de la propagande dans l'armée syrienne. Là, il passe un contrat avec le jeune réalisateur Ismail Anzur pour produire des films documentaires sur l'armée et ses capacités de combat, montrées sur commande dans les films syriens pendant la Guerre de Palestine. En 1956, il travaille au sein du comité de la « Semaine de l'armement » pour collecter de l'argent pour l'industrie militaire. Avec le Syndicat des journalistes Nasouh Babel et le Mufti de Syrie, Abu Al-Yusr Abdin, ils collectent 25 millions de livres syriennes auprès du peuple, fournissant des contrats et de l'argent à l'armée syrienne.
Sur les prêches des ecclésiastiques, Fakhri Al-Baroudi a écrit un livre dans sa jeunesse intitulé Séparer le discours entre l'amphore et le Hijab, où il défend le ventre des femmes et insiste pour qu'elles s'instruisent afin de devenir de bonnes mères.

### La danse du pardon
En 1951, une confrontation a lieu entre Al-Baroudi et un juge réputé de Damas, Sheikh Ali Al Tantawi, sur la danse du pardon, qu'Al-Baroudi a l'intention de remettre à la mode, alors qu'elle est réservée aux cheikhs et aux soufis. Al-Baroudi décide d'emprunter cette danse et de l'enseigner aux élèves de l'école de littérature Doha, aux filles des élites damascènes. Il estime que cette danse andalouse est en voie de disparition et s'effacera totalement si elle reste confinée au monde des cheikhs. Il décide donc de la moderniser en coopération avec Adila Beyham Al-Jazaery, chef de l'Union des femmes et fondatrice de l'école de littérature Doha. Il y  amène Sheikh Omar Al-Batsh d'Alep et Hafiz Al-Muwashahat, pour former des filles à chanter, qu'il habille de vêtements de soie brillante pour monter sur la scène du palais Al-Azem. Une soirée dansante est organisée en présence du Premier ministre Khaled al-Azem et du colonel Adib Al-Shishakly, Souverain militaire de la Syrie. Al-Baroudi, en poète professionnel, modifie des mots du chant traditionnel et y insère des expressions d'amour. Sheikh Ali Al Tantawi reconnait dans ses mémoires la position éminente de Baroudi, et qu'il est l'un des anciens de la lutte contre l'occupant, il ajoute  qu'« une idée diabolique » est venue à l'esprit Baroudi, « je ne pensais pas que serait soit venue dans l'esprit du diable lui-même ; celle de transformer une danse du pardon des cheikhs et des personnes âgées à une danse sensuelle avec de belles filles ». Al-Tantawi commence à prendre à partie al-Baroudi par voie de presse d'abord, et ensuite depuis ses prêches, décrivant la robe des filles comme similaire aux vêtements du passé, et il conseille aux parents de ne pas envoyer leurs filles à cette célébration, en leur disant : « Comment pouvez-vous accepter que votre fille bonne musulmane arabe, danse devant des hommes étrangers ? Elle évoluent en chantant des chansons amoureuses de perdues ». Il a dit à propos de la danse Al-Samah : « Il n'y a pas de nudité dans cette danse, ni de danse du ventre apparente, ni l'apparition de cuisses dans des mouvements équilibrés, dans ce qu'ils appellent danse classique ; mais je pense que cela nui à notre jeunesse car malgré des vêtements amples, rappelle les spectacles intentionnels de l'époque abbasside l'esclave séduisante et tentant les bas instincts des hommes. » Lors de son sermon du vendredi dans une mosquée d'Al-Baramkeh, transmis comme d'habitude en direct sur les ondes radio de Damas, il attaque sévèrement Fakhri Al-Baroudi. Le diffuseur, Fatima Al-Badiri, ne peut pas couper l'émission, en raison du large auditoire à Damas. Le lendemain, une campagne contre Al-Tantawi est lancée en riposte dans la plupart des journaux pro-Baroudi, dirigée par le journal Al-Nidal appartenant au ministre de l'Intérieur Sami Kabbara, qui exige la traduction en justice de Tantawi. La discussion se poursuit dans les débats parlementaires, avec pour  premier défenseur d'Ali Al-Tantawi, le ministre Mohamed Moubarak, député des Frères musulmans, qui déclare : « La danse de beauté, les Frères dont certains sont fiers (en référence à Fakhri al-Baroudi) accompagne l'ère de la dégénérescence et la chute de l'Andalousie et dans certains autres pays arabes. Ne faut-il pas promouvoir, si l'on veut imiter, les âges de la civilisation et l'aube dorée dans laquelle les femmes conjuguent création, dignité, djihad et lutte ? » Le résultat de la session parlementaire tourne en faveur d'Al-Baroudi, et son adversaire Al-Tantawi est déclaré coupable et condamné pour incitation contre l'État, il est condamné à l'amende matérielle, d'un dixième de son salaire sur deux mois. Quant à Al-Baroudi, il commente l'incident comme à son habitude, par une poésie de sa création.

### Al-Baroudi et Abdel Nasser
Fakhri al-Baroudi ne cache pas son mécontentement quant à la manière dont l'unité syro-égyptienne est réalisée en 1958, malgré sa grande reconnaissance pour le président Gamal Abdel Nasser. Il reste favorable à l'idée d'unité, malgré ses réserves sur les politiques de sécurité d'Abdel Nasser, jusqu'à la promulgation de la loi de la réforme agraire en septembre 1958, sept mois après la création de la République arabe unie. Al-Baroudi ose écrire une lettre ouverte à Nasser, dans laquelle il dit : « Permettez-moi, le sage qui a l'expérience du combat contre le colonialisme, dans la recherche de la liberté et de la dignité, vous conseille de retarder la mise en œuvre de cette loi ». Il ajoute : « Monsieur le Président, de nombreux grands propriétaires terriens ont consacré leur vie à remettre en état par l'investissement, et il n'est pas permis d'effacer ces efforts. » Puis il a écrit au maréchal Abdel Hakim Amer en déclarant : « La situation économique dans le pays appelle une réflexion approfondie. Les saisons d'hivernales ont été mauvaises durant les trois dernières années, et l'état de pauvreté est à déplorer dans l'ensemble de certaines régions, instillant en même temps la crainte dans le cœur des gens ». Abdel Nasser ne répondu aux écrits d'Al-Baroudi. Celui-ci lui envoie donc une deuxième copie par courrier recommandé qui arrive au bureau du président au Caire. En réponse à sa violation explicite de la loi sur la réforme agraire, le vice-président Akram al-Hourani envoie un ultimatum à Fakhri al-Baroudi via le gouvernorat de Damas, lui demandant de quitter sa maison à Kiwan, déclarant que la municipalité a l'intention de construire une route à la place. L'objectif était de provoquer al-Baroudi, malgré son âge avancé de soixante-treize ans. Al-Hourani croit qu'Al-Baroudi mourra s'il est sorti de son domicile une deuxième fois, après avoir vendu la maison de son père dans Qanaouat avec les terres agricoles dont il a hérité dans le village de Douma, près de Damas.
Un coup d'État intervient avant la mise en œuvre d'Akram al-Hourani, et Baroudi reste chez lui jusqu'à l'été 1963, date à laquelle il est contraint de partir après l'incendie de sa maison lors d'affrontements sanglants entre baasistes et nassériens à l'entrée du bâtiment de la télévision sur la place des Omeyyades. Al-Baroudi n'a pas été blessé ce jour-là car il est à l'extérieur de la maison, mais sa précieuse bibliothèque a été détruite et la plupart de ses papiers et notes manuscrites avec elle. Il loue un petit appartement dans le quartier de Rukn Al-Din au pied de la montagne Qassioun, où il est décédé le 2 mai 1968.

### Funérailles
Des funérailles populaires et officielles sont organisées avec le rassemblement des habitants de Damas devant une mosquée à Abu Rummaneh. Assistent aux adieux tous ceux qui ont connu sa vie en tant que sage maître et cheikh des jeunes de Syrie. La procession apparait de loin et le cercueil est enveloppé dans un drapeau syrien puis porté sur les épaules des hommes en criant : « Il n'y a de dieu que Dieu... Je suis fier de toi, bien-aimé de Dieu. » Après la prière, le cortège, encadré de la police et de la gendarmerie, le cercueil se rend au Palais de justice, et ici un groupe de jeunes vient l'emporter pour l'emmener au marché de Bzuriyeh, puis il se rend à Medhat Pasha puis au marché de Hamidiyeh, avec exposition au peuple durant laquelle tous les magasins ont baissé les rideaux jusqu'à ce que le corps atteigne la mosquée des Omeyyades.    

## Bibliothèque Baroudi
En 1938, Fakhri Baroudi se rend dans sa bibliothèque pour distribuer la plupart de ses livres de son vivant, il en donne beaucoup aux écoles publiques, à la bibliothèque de l'Hôpital National. Le reste de ses papiers sont recueillis au Musée des archives historiques de Damas, au domicile du président Khaled al-Azm au marché de Saroja.

## Œuvre littéraire
Al-Baroudi a produit un certain nombre de livres dans sa vie, parmi lesquels : Séparer le discours entre l'amphore et le hijab (Damas, 1934), Un policier (Damas, 1938), Le désastre de la Palestine (Damas, 1950), Mémoires d'Al-Baroudi : discours de soixante ans (Beyrouth, 1951)... Un glossaire sur la musique orientale a également été créé, brûlé lors de l'incendie de sa maison en 1963, et les traductions d'un certain nombre de compositeurs turcs et arabes n'ont pas été publiées jusqu'à aujourd'hui,

## Honneurs et distinctions
Une rue de la ville de Damas, a été nommée Fakhri al-Baroudi et est reliée à la rue Khaled Bin Al-Waleed. Plusieurs études et livres ont été publiés sur sa vie, notamment Fakhri Al-Baroudi par Nahal Bahjat Sidqi. Il a été publié par Dar Al-Quds à Beyrouth en 1974 et un autre livre du même titre, par Ihsan Bent Saïd a été publié à Damas en 1999. Le chercheur syrien Daad Al-Hakim a rassemblé les papiers et lettres d' Al-Baroudi adressées aux monarques et présidents arabes dans un livre en deux parties, publié par le Ministère de la culture syrien en 1999. 
Le réalisateur syrien Nabil Al-Maleh a produit un film documentaire sur la vie d' Al-Baroudi, intitulé Cheikh de la jeunesse où Sabah Fakhri chante le chant de Biladol Orb Awtani, en l'honneur de Fakhri Baroudi. Sabah Fakhri a également participé à un symposium scientifique sur la vie de Fakhri Al-Baroudi organisé par l'Association des amis de Damas à la Bibliothèque nationale d'Al-Assad en février 2008. En 2018, la fondation d'Histoire de Damas lance le Prix Fakhri Al-Baroudi pour les jeunes historiens, « en l'honneur du cheikh Fakhri Al-Baroudi ». Le fondateur de l'historien damascène Sami Marwan Moubayed, décrit al-Baroudi : « Ce fut un jalon dans l'histoire contemporaine de la Syrie, campé avec sa personnalité unique, les qualités les plus nobles de bon citoyen et de dévouement envers la société, à la cause arabe en général et à la Syrie en particulier. »

## Appartenance Maçonnique
Il a été initié en 1923 à la Loge Kayssoun de Damas sous juridiction de la Grande Loge de France,.